# Hans Heinrich Landolt

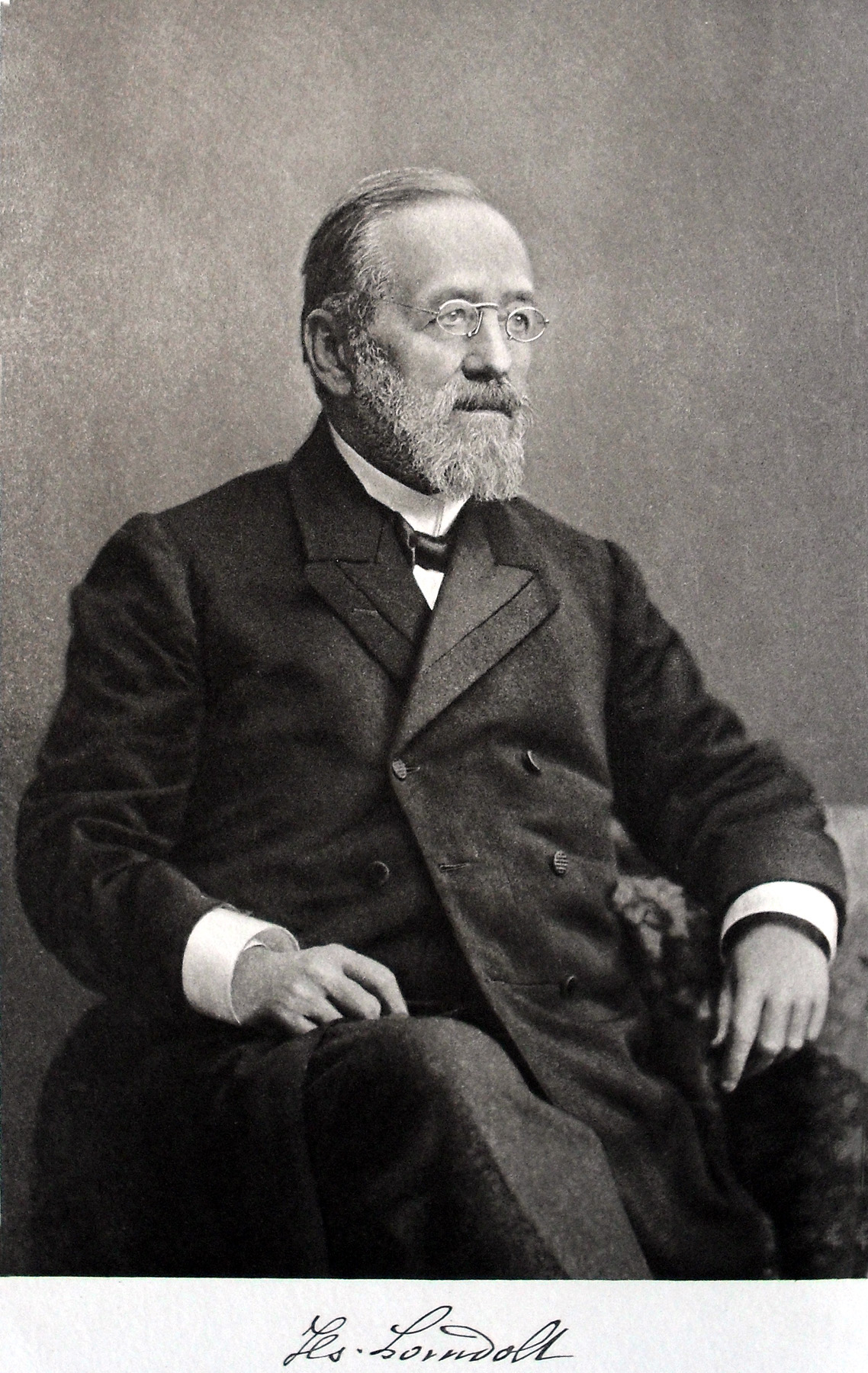
Hans Heinrich Landolt

Hans Heinrich Landolt (5 de desembre de 1831, Zúric, Suïssa - 15 de març 1910, Berlín-Wilmersdorf, Alemanya) fou un químic suís.
El seu nom està associat a les taules de dades físico-químiques l"Landolt-Bornstein" que se segueixen publicant, actualment en línia. També és conegut pel llibre que publicà sobre l'activitat òptica dels composts orgànics; pels estudis sobre la refracció molecular; per la reacció rellotge entre el iodur de potassi, el peròxid d'hidrogen i el tiosulfat de sodi; i per la comprovació de la llei de conservació de la massa.

## Biografia
Landolt provenia d'una família aristocràtica amb membres que havien format part de l'exèrcit i de diferents càrrecs civils. Els seus pares moriren quan Landolt encara era un nin i fou criat pels seus avis. Ben prest s'interessà per la química i gràcies al fet que un dels seus companys era fill de Carl Jacob Löwig, professor de química a la Universitat de Zúric rebé classes particulars, per després estudiar a la universitat durant tres anys amb Löwig. Quan aquest succeí a Bunsen a la Universitat de Breslau el 1853, Landolt l'acompanyà com a ajudant.
El 1853 rebé el doctorat a Breslau pel seu treball sobre l'etilarsènic i, després d'un breu període a Berlín on conegué Eilhard Mitscherlich i Heinrich Rose, fou convidat per Robert Bunsen per anar a la Universitat de Heidelberg, la qual cosa tingué lloc el 1855. Fou un període molt fructífer i conegué a químics rellevant: Julius Lothar Meyer, Roscoe, Friederich August Kekulé, Friedrich Konrad Beilstein, Georg Ludwig Carius, Lieben, Pebal, Jacob Volhard, etc.
El 1856 tornà a Breslau i un any més tard es convertí en professor associat a Bonn i el 1867 professor de temps complet. El 1869 començà a ensenyar a Aquisgrà, el 1870 accedí a la càtedra de Química Orgànica i Inorgànica en la recentment fundada Reial Escola Politècnica Superior del Rin-Westfàlia d'Aquisgrà, i el 1880 es traslladà a l'Institut Agrícola de Berlín. Succeí Rammelsberg en el Segon Laboratori Químic de Berlín el 1891, on romangué fins a la seva jubilació el 1905. Fou elegit membre de l'Acadèmia de Berlín el 1882.

## Obra
Landolt dugué a terme estudis en el camp de la química física. Els primers destacats foren les investigacions sobre la luminescència dels gasos aplicant les tècniques de Bunsen. Més endavant investigà la possibilitat de calcular la refracció dels compostos orgànics intentat correlacionar la composició química i la refracció; finalment demostrà que no és una propietat estrictament additiva de la refractivitat dels elements. Una altra àrea important de recerca Landolt i els seus estudiants fou el comportament de les solucions òpticament actives sota la llum polaritzada. En la dècada de 1890 dirigí una investigació molt detallada per a comprovar la llei de conservació de la massa en les reaccions químiques, i establí la coincidència de masses com a mínim fins a una milionèsima part de la quantitat de material estudiat. Un camp molt treballat per Landolt fou el desenvolupament de mètodes de mesura de les propietats físiques i químiques de les substàncies. Juntament amb Richard Börnstein el 1883 inicià la publicació d'unes taules de dades, conegudes com a base de dades de Landolt-Bornstein, que el 2011 compta amb dades de 250 000 substàncies pures i altres materials; 3 000 propietats; i 1 200 000 cites. El 1886 descobrí la reacció rellotge del iodur de potassi amb el peròxid d'hidrogen, tiosulfat de sodi i midó com a indicador. Un dels productes resultants és el iode que amb el midó produeix un intens color blau fosc.
Landolt fou membre diferents societats científiques i rebé diverses condecoracions. Fou proposat el 1909 pel premi Nobel.